# Kontaminierte Normalverteilung
Die kontaminierte Normalverteilung ist eine besondere Form der Mischverteilung. Sie spielt eine große Rolle in der robusten Statistik bei der Untersuchung  statistischer Schätzer und statistischer Tests.

## Definition
Die reelle Zufallsvariable {\displaystyle X\,} hat eine kontaminierte Normalverteilung, wenn sich ihre Dichtefunktion {\displaystyle f} in der Form
{\displaystyle f(x)=(1-\varepsilon )\,{\frac {1}{{\sqrt {2\pi }}\sigma _{1}}}\operatorname {e} ^{-{\frac {1}{2}}\left({\frac {x-\mu _{1}}{\sigma _{1}}}\right)^{2}}+\varepsilon \,{\frac {1}{{\sqrt {2\pi }}\sigma _{2}}}\operatorname {e} ^{-{\frac {1}{2}}\left({\frac {x-\mu _{2}}{\sigma _{2}}}\right)^{2}}}
mit {\displaystyle \mu _{1},\mu _{2}\in \mathbb {R} ,\sigma _{1},\sigma _{2}\in (0,\infty )} und {\displaystyle \varepsilon \in [0,1]},
also als Konvexkombination von zwei Normalverteilungs-Dichtefunktionen 
darstellen lässt.
Die Verteilungsfunktion {\displaystyle F} hat dann die Gestalt
{\displaystyle F(x)=(1-\varepsilon )\,\Phi \left({\frac {x-\mu _{1}}{\sigma _{1}}}\right)+\varepsilon \,\Phi \left({\frac {x-\mu _{2}}{\sigma _{2}}}\right)},
wobei {\displaystyle \Phi } die Verteilungsfunktion der Standardnormalverteilung bezeichnet.

## Erwartungswert und Varianz
Für den Erwartungswert und die Varianz gilt:
{\displaystyle \operatorname {E} (X)=(1-\varepsilon )\mu _{1}+\varepsilon \mu _{2}},
{\displaystyle \operatorname {Var} (X)=(1-\varepsilon )\sigma _{1}^{2}+\varepsilon \sigma _{2}^{2}+\varepsilon (1-\varepsilon )(\mu _{1}-\mu _{2})^{2}}.
Oft werden durch zusätzliche Bedingungen wie {\displaystyle \mu _{1}=\mu _{2}\,} Spezialfälle abgeleitet (skalenkontaminierte Normalverteilung).

## Beispiel
Ein Hersteller von elektronischen Geräten benutzt Kondensatoren mit der Kapazität 5 Nanofarad [nF], die er von zwei Herstellern bezieht. Die von A hergestellten zeigen eine etwas geringere Streuung als die vom B. Vom Hersteller A stammen 60 % der bezogenen Kondensatoren, von B 40 %.
Man nehme an, im genügend weiten Bereich ist die Kapazität der Kondensatoren von beiden Herstellern   normalverteilt mit Parametern {\displaystyle \mu _{1},\mu _{2},\sigma _{1}^{2},\sigma _{2}^{2}}. Sei {\displaystyle \mu _{1}=\mu _{2}=5\,[\mathrm {nF} ]\,} und {\displaystyle \sigma _{1}^{2}=0{,}0144\,[\mathrm {nF} ^{2}],\sigma _{2}^{2}=0{,}0225\,[\mathrm {nF} ^{2}]}. 
Eine Abweichung von mehr als 10 % vom Sollwert {\displaystyle 5\,[\mathrm {nF} ]} der Kapazität sei unerwünscht. Es stellt sich daher die folgende Frage: Wie hoch ist die Wahrscheinlichkeit, dass ein Kondensator eine um mehr als 10 % abweichende Kapazität vom Sollwert aufweist?
{\displaystyle 10\,\%\,\cdot \,5=0{,}5\,,}
{\displaystyle {\begin{aligned}P(X<4{,}5\cup X>5{,}5)&=\left(0{,}6\,\cdot \,\Phi \left({\frac {(5-0{,}5)-5}{\sqrt {0{,}0144}}}\right)\,+\,0{,}4\,\cdot \,\Phi \left({\frac {(5-0{,}5)-5}{\sqrt {0{,}0225}}}\right)\right)\\&\qquad +\left(1-0{,}6\,\cdot \,\Phi \left({\frac {(5+0{,}5)-5}{\sqrt {0{,}0144}}}\right)\,+\,1-0{,}4\,\cdot \,\Phi \left({\frac {(5+0{,}5)-5}{\sqrt {0{,}0225}}}\right)\right)\\&=\left(0{,}6\,\cdot \,\Phi \left({\frac {-0{,}5}{0{,}12}}\right)\,+\,0{,}4\,\cdot \,\Phi \left({\frac {-0{,}5}{0{,}15}}\right)\right)+\left(1-0{,}6\,\cdot \,\Phi \left({\frac {0{,}5}{0{,}12}}\right)\,+\,1-0{,}4\,\cdot \,\Phi \left({\frac {0{,}5}{0{,}15}}\right)\right)\\&=2\,\cdot \,\left(0{,}6\,\cdot \,\Phi \left({\frac {-0{,}5}{0{,}12}}\right)\,+\,0{,}4\,\cdot \,\Phi \left({\frac {-0{,}5}{0{,}15}}\right)\right)\\&\approx 2\,\cdot \,\left(0{,}6\,\cdot \,0{,}000015464+0{,}4\,\cdot \,0{,}000429117\right)\\&=0{,}000361849\end{aligned}}}
Ein Anteil von zirka 0,000361849 aller Kondensatoren zeigt bezüglich der Kapazität eine höhere Abweichung als 10 %.